# Liste der Biografien/Wage
Liste der Biografien |
Portal Biografien |
Personensuche
# |
A |
B |
C |
D |
E |
F |
G |
H |
I |
J |
K |
L |
M |
N |
O |
P |
Q |
R |
S |
T |
U |
V |
W |
X |
Y |
Z |
?
 
Wa |
Wc |
Wd |
We |
Wh |
Wi |
Wj |
Wl |
Wn |
Wo |
Wr |
Ws |
Wt |
Wu |
Ww |
Wy |
Wz
 
Waa |
Wab |
Wac |
Wad |
Wae |
Waf |
Wag |
Wah |
Wai |
Waj |
Wak |
Wal |
Wam |
Wan |
Wao |
Wap |
Waq |
War |
Was |
Wat |
Wau |
Wav |
Waw |
Wax |
Way |
Waz
 
Waga |
Wagb |
Wagd |
Wage |
Wagg |
Wagh |
Wagi |
Wagl |
Wagm |
Wagn |
Wago |
Wags |
Wagt |
Wagu
Die Liste der Biografien führt alle Personen auf, die in der deutschsprachigen Wikipedia einen Artikel haben. Dieses ist eine Teilliste mit 179 Einträgen von Personen, deren Namen mit den Buchstaben „Wage“ beginnt.

## Wage
- Wagé, Achirou (* 1963), nigrischer Theaterregisseur und Dramatiker

### Wagec
- Wageck, Josef (1905–1985), deutscher Schauspieler und Hörspielsprecher

### Wagef
- Wagefeld, Maik (* 1981), deutscher Fußballspieler

### Wagel
- Wägele, J. Wolfgang (* 1953), deutscher Zoologe, Professor an der Universität Bonn
- Wägelin, Werner (1913–1991), Schweizer Radrennfahrer

### Wagem
- Wagemaker, Mandy (* 1994), niederländische Tennisspielerin
- Wagemakers, Marc (* 1978), belgischer Fußballspieler
- Wagemann, Anna Maria († 1717), Opfer der Hexenverfolgung
- Wagemann, Eberhard (1918–2010), deutscher Heeresoffizier und Militärschriftsteller
- Wagemann, Ernst (1884–1956), deutscher StatistikerErnst Wagemann (1884–1956)

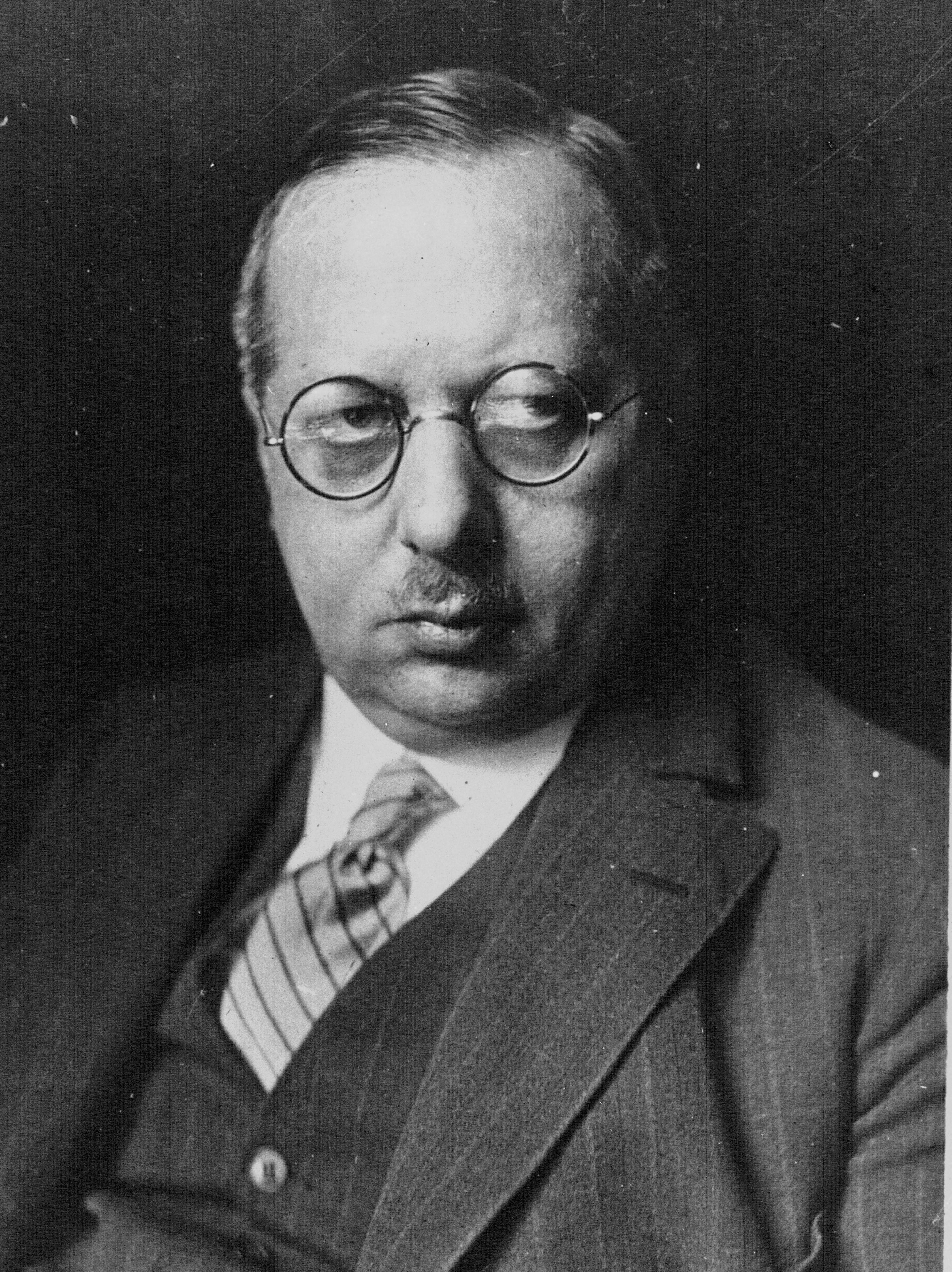
Ernst Wagemann (1884–1956)

- Wagemann, Friedrich Moritz von (1778–1855), österreichischer Jurist
- Wägemann, Gerhard (* 1953), deutscher Politiker (CSU), MdL
- Wagemann, Gottfried Wilhelm (1742–1804), deutscher lutherischer Theologe und Generalsuperintendent der Generaldiözese Göttingen
- Wagemann, Gustav (1885–1933), deutscher Jurist
- Wagemann, Hermann (1906–1984), deutscher Schauspieler und Regisseur
- Wagemann, Tamatoa (* 1980), tahitischer Fußballspieler
- Wagemann, Theodor (1918–1998), deutscher Zeichner
- Wagemann, Winfried (1940–2021), deutscher Chirurg und Kinderchirurg
- Wagemans, Georges (1880–1966), belgischer Eiskunstläufer
- Wagemans, Julianus (1890–1965), belgischer Turner
- Wagemans, Michel (1960–2015), belgischer Pianist und Musikpädagoge
- Wagemans, Peter-Jan (* 1952), niederländischer Komponist
- Wagemeyer, Sebastian (* 1976), deutscher Gymnasiallehrer, Kommunalpolitiker (SPD) und hauptamtlicher Bürgermeister

### Wagen
- Wagenaar, Aad (1939–2021), niederländischer Journalist
- Wagenaar, Bernard (1894–1971), US-amerikanischer Komponist und Geiger
- Wagenaar, Jan (1709–1773), niederländischer Historiker
- Wagenaar, Johan (1862–1941), niederländischer Komponist und Organist
- Wagenaar, Josh (* 1985), kanadischer Fußballtorhüter
- Wagenaar, Willem Albert (1941–2011), niederländischer Rechtspsychologe
- Wagenbach, Joseph (1900–1980), deutscher Politiker (CDU), MdL
- Wagenbach, Klaus (1930–2021), deutscher Verleger und Autor
- Wagenbach, Wilhelm (1876–1945), deutscher Hochschullehrer für Maschinenbau
- Wagenbach-Wolff, Katharina (* 1929), deutsche Verlegerin
- Wagenbauer, Max Josef (1775–1829), deutscher Maler und Lithograf
- Wagenbauer, Richard (1896–1942), deutscher Politiker (NSDAP), MdR und SA-Führer
- Wagenbauer, Walter (1935–1985), deutscher Fußballspieler
- Wägenbaur, Heinrich (1897–1976), deutscher Maler
- Wagenblast, Daniel (* 1963), deutscher Bildhauer
- Wagenborg, Egbert (1866–1943), niederländischer Reeder
- Wagenbrenner, Josef (1880–1953), Porträt- und Kirchenmaler
- Wagenbreth, Erich (1905–1955), deutscher Politiker (SED)
- Wagenbreth, Henning (* 1962), deutscher Grafiker und Comic-Zeichner
- Wagenbreth, Horst (1922–2010), deutscher Fußballspieler
- Wagenbreth, Otfried (1927–2017), deutscher Geologe und Montanhistoriker
- Wagenbreth, Rolf (* 1929), deutscher Oberst im Ministerium für Staatssicherheit (MfS) der DDR
- Wagenbrett, Norbert (* 1954), deutscher Maler und Grafiker
- Wagendorfer, Martin (* 1973), österreichischer Historiker
- Wagendorp, Marlies (* 1993), niederländische Volleyballspielerin
- Wagendristel, Alexander (* 1965), österreichischer Komponist und Flötist
- Wageneder, Maria (* 1957), österreichische Politikerin (Grüne), Landtagsabgeordnete
- Wagener, Adolf Ferdinand Gustaph (1835–1894), deutscher Maschinenbau-Unternehmer
- Wagener, Ana (* 1962), spanische Theater-, TV- und FilmschauspielernAna Wagener (* 1962)

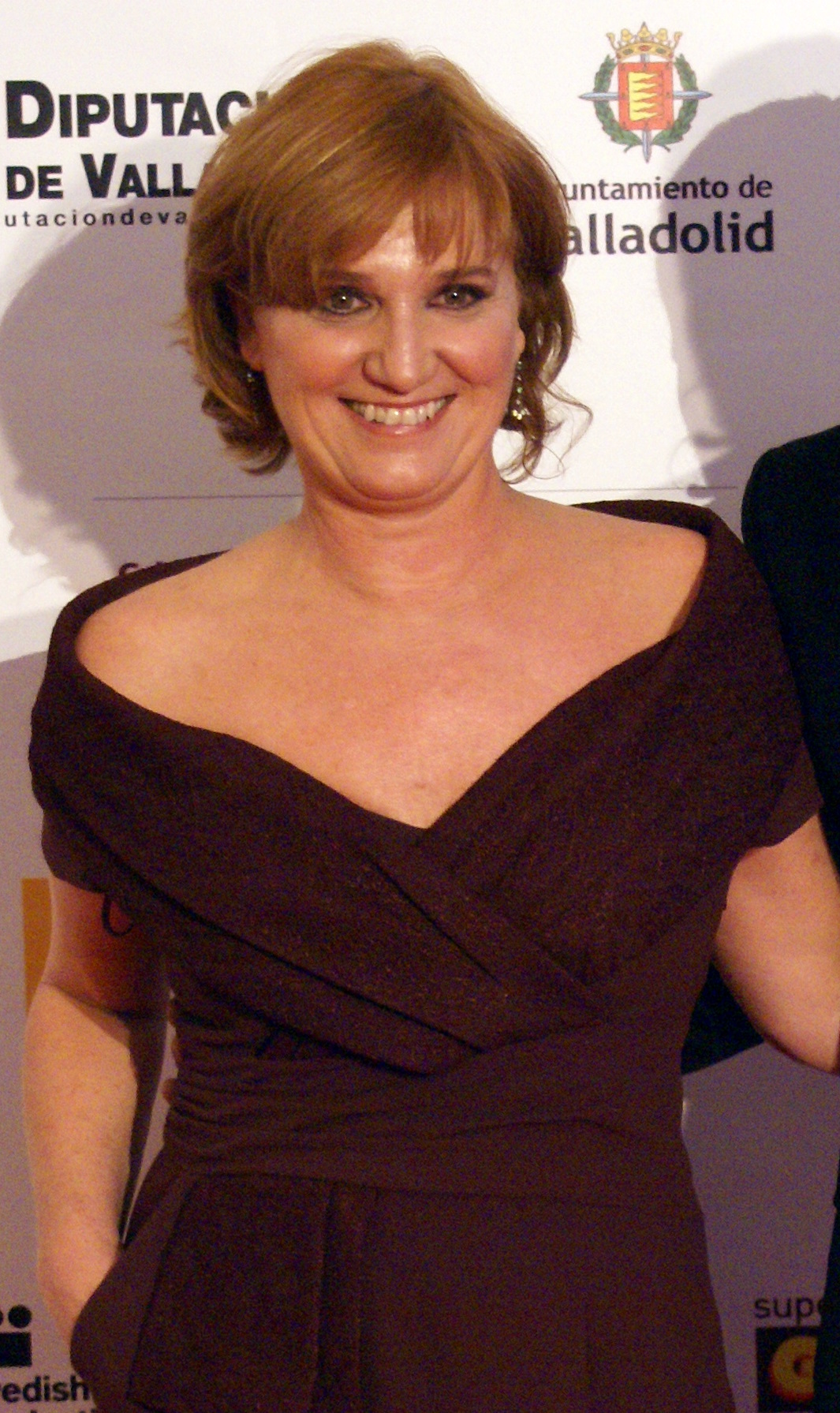
Ana Wagener (* 1962)

- Wagener, Andreas (1967–2019), deutscher Ökonom, Finanz- und Sozialwissenschaftler
- Wagener, Andreas (* 1972), deutscher Wirtschaftswissenschaftler, Politikwissenschafter und Hochschullehrer
- Wagener, August (1865–1913), deutscher Maschinenbauingenieur und Hochschullehrer
- Wagener, Brita (* 1954), deutsche Diplomatin
- Wagener, Carl (1842–1920), deutscher Klassischer Philologe und Gymnasiallehrer
- Wagener, Carl (1901–1988), deutscher Offizier und Generalmajor im Zweiten Weltkrieg
- Wagener, Christoph (* 1947), deutscher Krebsforscher
- Wagener, David Douglas (1792–1860), US-amerikanischer Politiker
- Wagener, Elmar (* 1946), deutscher Geschichtsdidaktiker
- Wagener, Else (* 1882), deutsche Pianistin, Klavierlehrerin und Kammermusikerin
- Wagener, Frido (1926–1985), deutscher Verwaltungswissenschaftler
- Wagener, Fritz (1895–1965), deutscher Politiker (SPD)
- Wagener, Georg (1802–1859), Landtagsabgeordneter Waldeck
- Wagener, Georg (1898–1985), deutscher Politiker (NSDAP), MdR, NSKK-Führer
- Wagener, Gerald (* 1961), deutscher Unternehmer
- Wagener, Gerda (1953–1998), deutsche Autorin von Kinder- und Jugendliteratur
- Wagener, Gorden (* 1968), deutscher Automobil-Designer und Leiter des Designbereichs bei Daimler AGGorden Wagener (* 1968)

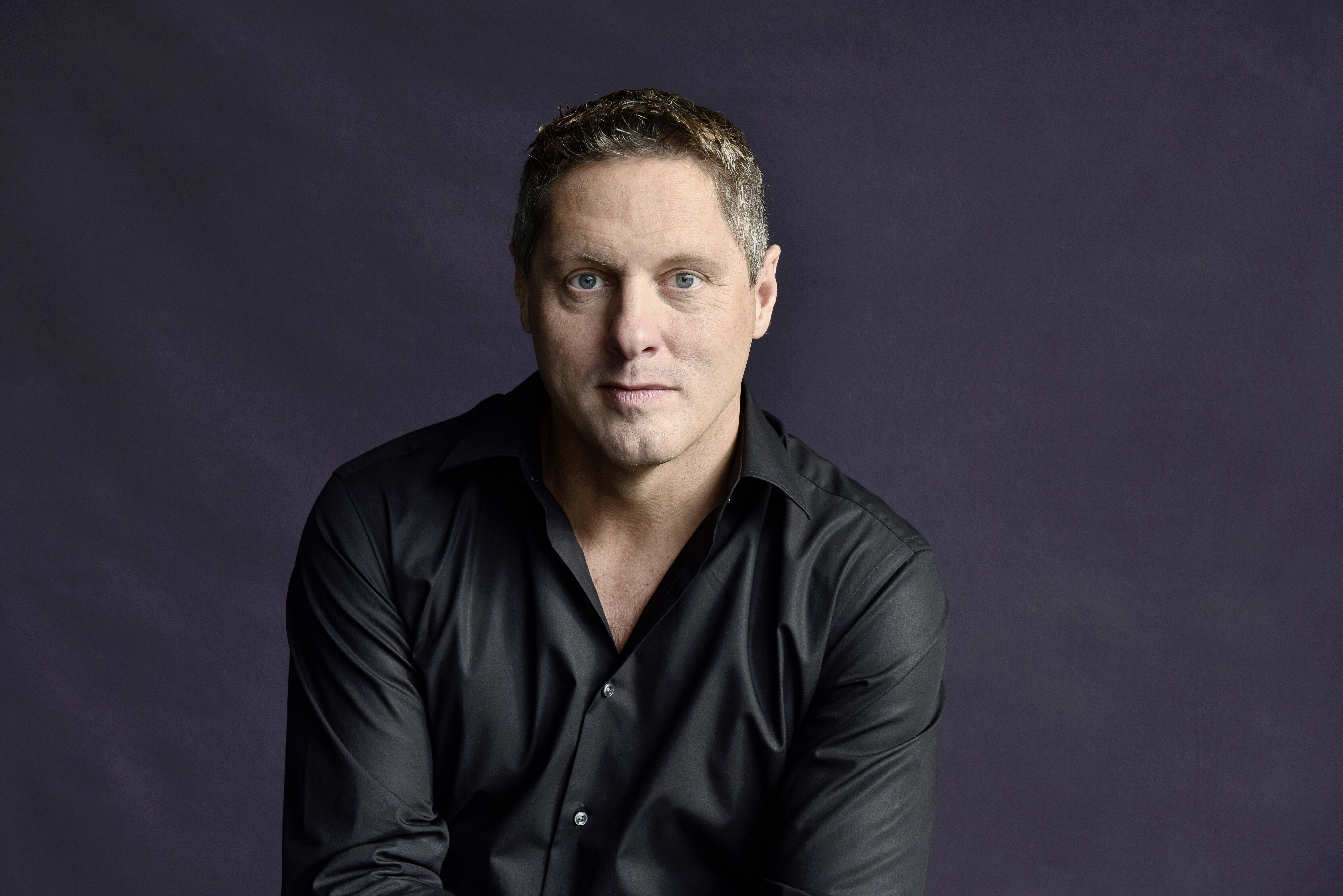
Gorden Wagener (* 1968)

- Wagener, Gottfried (1831–1892), Naturwissenschaftler und Techniker
- Wagener, Guido Richard (1822–1896), deutscher Anatom und Helminthologist sowie Musiksammler
- Wagener, Hanns Christoph (1700–1760), deutscher Architekt und Bauingenieur
- Wagener, Hans (1940–2013), deutscher Germanist
- Wagener, Hans (* 1950), deutscher Manager
- Wagener, Hans Günter (* 1951), deutscher Filmkomponist und Organist
- Wagener, Hans-Jürgen (* 1941), deutscher Ökonom und Volkswirtschaftler
- Wagener, Hermann (1815–1889), deutscher Chefredakteur, preußischer Ministerialbeamter und Politiker (Deutschkonservative Partei), MdR
- Wagener, Hermann (1921–1994), deutscher Verkehrswissenschaftler
- Wagener, Hilde (1904–1992), deutsch-österreichische Theater- und Filmschauspielerin
- Wagener, Joachim Heinrich Wilhelm (1782–1861), deutscher Unternehmer, Bankier und Mäzen
- Wagener, Johann Daniel (1762–1842), waldeckischer Landstand und Bürgermeister
- Wagener, Johann Georg (1769–1833), deutscher Rittergutsbesitzer und Politiker
- Wagener, Joseph (1924–2019), luxemburgischer Soldat im Koreakrieg
- Wagener, Ken (* 1950), US-amerikanischer Biochemiker und Polymerchemiker (LADME)
- Wagener, Kurt (1898–1976), deutscher Veterinärmediziner, Mikrobiologe, Rektor TiHo Hannover
- Wagener, Leo (* 1962), luxemburgischer Geistlicher und römisch-katholischer Weihbischof in Luxemburg
- Wagener, Martin (* 1970), deutscher Politikwissenschaftler
- Wagener, Maximilian (* 1995), deutscher Fußballspieler
- Wagener, Michael (* 1949), deutscher Musikproduzent
- Wagener, Michael (* 1966), deutscher Künstler und Verleger
- Wagener, Niklas (* 1998), deutscher Politiker (Bündnis 90/Die Grünen), MdB
- Wagener, Nils (* 1995), deutscher Schauspieler und Synchronsprecher
- Wagener, Nora (* 1989), luxemburgische Schriftstellerin
- Wagener, Oskar (1878–1942), deutscher Hals-Nasen-Ohren-Arzt
- Wagener, Otto (1888–1971), deutscher Generalmajor und Politiker (NSDAP), MdROtto Wagener (1888–1971)

Otto Wagener (1888–1971)

- Wagener, Philipp (1819–1888), Landtagsabgeordneter Waldeck
- Wagener, Renée (* 1962), luxemburgische Journalistin und Politikerin, Mitglied der Chambre
- Wagener, Robin (* 1980), deutscher Politiker (Bündnis 90/Die Grünen), MdBRobin Wagener (* 1980)

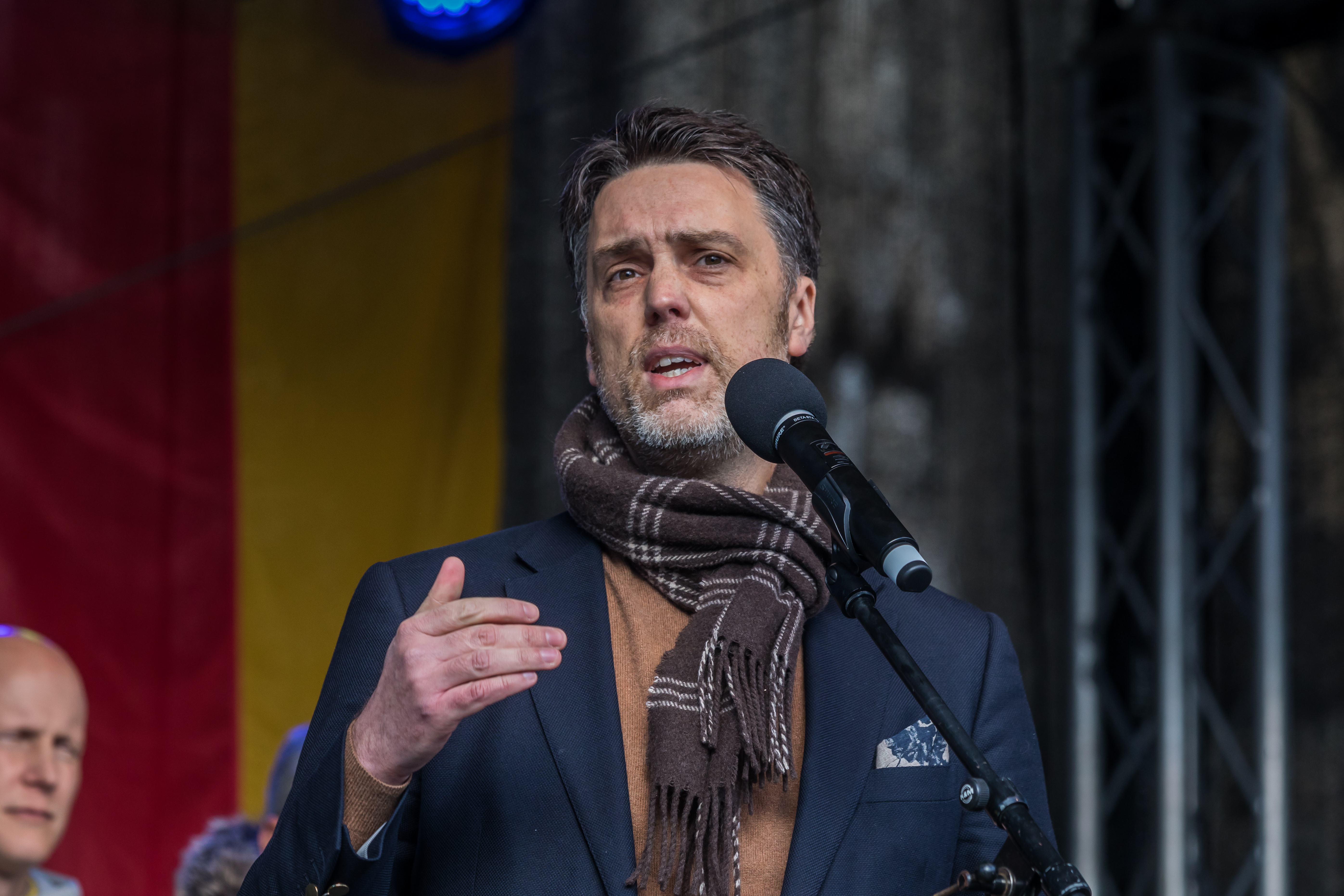
Robin Wagener (* 1980)

- Wagener, Rudi (1899–1963), deutscher Schwergewichtsboxer
- Wagener, Samuel Christoph (1763–1845), deutscher, lutherischer Theologe und Schriftsteller
- Wagener, Sascha (1977–2011), deutscher Politiker (Die Linke) luxemburgischer Herkunft
- Wagener, Sigbert (1919–2004), deutscher Kapuziner, Ordenspriester und Gymnasiallehrer
- Wagener, Tanja (* 1972), deutsche Rechtsanwältin und Politikerin (SPD), MdL
- Wagener, Ulla (* 1968), deutsche Schauspielerin und Synchronsprecherin
- Wagener, Ulrich (1930–2007), deutscher katholischer Priester, Kirchenhistoriker
- Wagener, Ulrike (* 1960), deutsche reformierte Theologin und Ethikwissenschaftlerin
- Wagener, Wilhelm (1871–1948), deutscher Gewerkschaftsfunktionär
- Wagenfeld, Ernst Philipp von (1741–1814), preußischer Generalmajor
- Wagenfeld, Friedrich (1810–1846), deutscher Philologe und Schriftsteller
- Wagenfeld, Karl (1869–1939), deutscher Dichter
- Wagenfeld, Wilhelm (1900–1990), deutscher Produktdesigner
- Wagenfeldt, Johann Adolf von (1703–1750), preußischer Hofgerichtsrat und Resident in Danzig
- Wagenführ, Hans (1886–1944), deutscher Politiker, Oberbürgermeister von Düsseldorf (1933–1938)
- Wagenführ, Horst (1903–1989), deutscher Wirtschaftswissenschaftler
- Wagenführ, Kurt (1903–1987), deutscher Journalist
- Wagenführ, Peggy (* 1976), deutsche Biathletin
- Wagenführ, Rolf (1905–1975), deutscher Statistiker
- Wagenführer, Max Adolf (1919–2010), deutscher evangelischer Theologe und Assistent am Institut zur Erforschung und Beseitigung des jüdischen Einflusses auf das deutsche kirchliche Leben (1939–1945)
- Wagenhauer, Jodokus (1580–1635), deutscher Weihbischof und Universitätsrektor
- Wagenhaus, Andreas (* 1964), deutscher Fußballspieler
- Wagenhäuser, Joseph (1852–1931), deutscher Chirurg und Halsnasenohrenarzt
- Wagenheim, Charles (1896–1979), US-amerikanischer Schauspieler
- Wagenhofer, Alfred (* 1959), österreichischer Ökonom
- Wagenhofer, Edmund (* 1944), österreichischer Benediktiner und Abt
- Wagenhofer, Erwin (* 1961), österreichischer Autor und FilmemacherErwin Wagenhofer (* 1961)

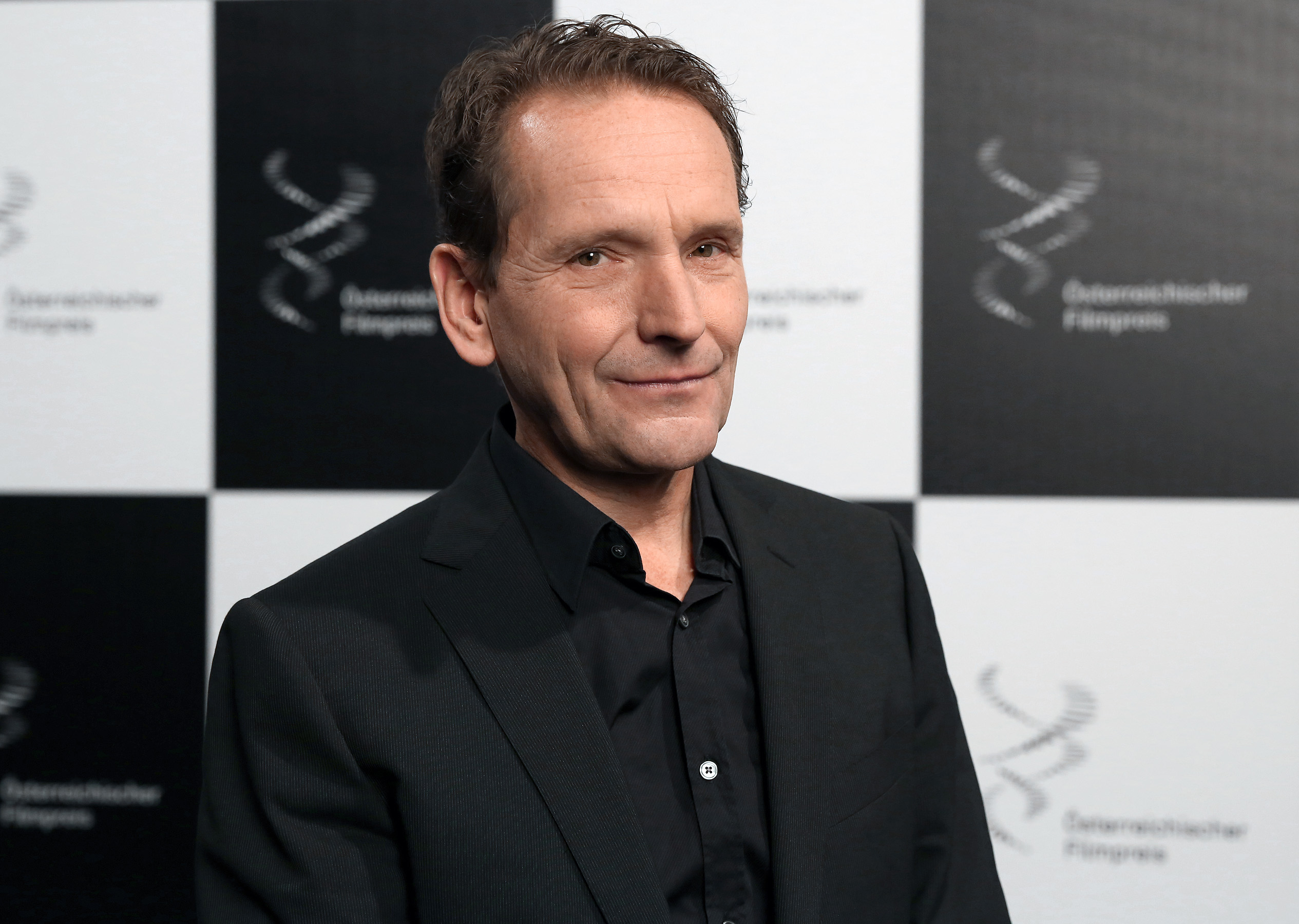
Erwin Wagenhofer (* 1961)

- Wagenhofer, Leopold (* 1940), österreichischer Heimatdichter
- Wagenhoff, Eugen von (1874–1958), deutscher Verwaltungsjurist und Gutsbesitzer
- Wagenhoffer, Robert (1960–1999), US-amerikanischer Eiskunstläufer
- Wageningen, Jacobus van (1864–1923), niederländischer Klassischer Philologe
- Wageningen, Yorick van (* 1964), niederländischer Schauspieler
- Wagenitz, Gerhard (1927–2017), deutscher Botaniker
- Wagenitz, Thomas (* 1945), deutscher Jurist und Richter am BGH
- Wagenknecht, Alfred (1881–1956), deutschamerikanischer marxistischer Politiker
- Wagenknecht, André (* 1979), deutscher Mountainbiker
- Wagenknecht, Christian (1935–2020), deutscher Germanist
- Wagenknecht, Detlef (* 1959), deutscher Leichtathlet
- Wagenknecht, Egon (1908–2005), deutscher Forstwissenschaftler
- Wagenknecht, Lukáš (* 1978), tschechischer Ökonom, Auditor und Politiker
- Wagenknecht, Max (1857–1922), deutscher Komponist
- Wagenknecht, Sahra (* 1969), deutsche Politikerin (BSW, Die Linke), MdEP, MdB, VolkswirtinSahra Wagenknecht (* 1969)

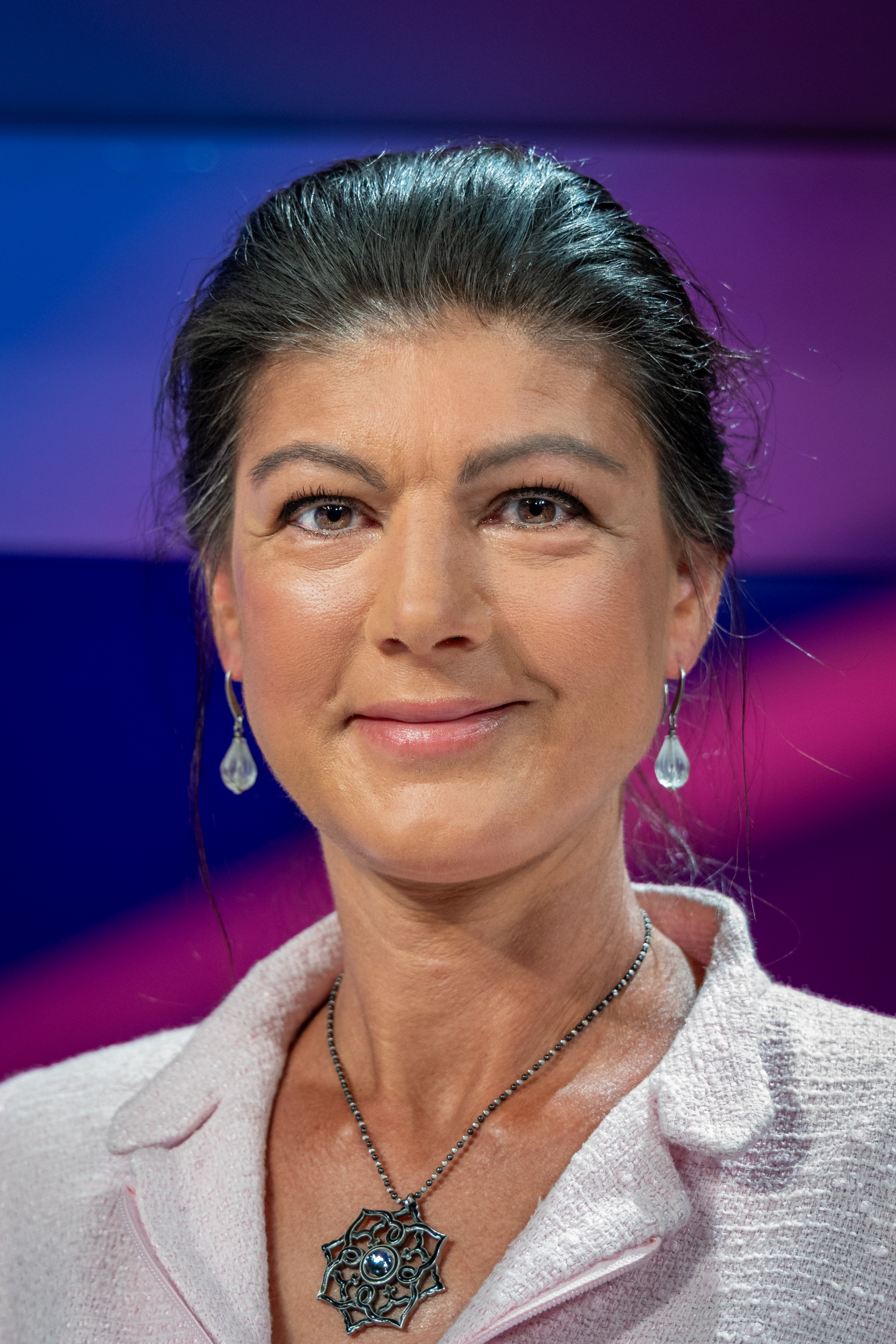
Sahra Wagenknecht (* 1969)

- Wagenknecht, Willi (1912–1998), deutscher Offizier
- Wagenlader, Tina (* 1995), deutsche Handballspielerin
- Wagenlehner, Günther (1923–2006), deutscher Politikwissenschaftler
- Wagenleiter, Klaus (* 1956), deutscher Jazzpianist und Musikproduzent
- Wagenmakers, Linda (* 1975), niederländische Schauspielerin und Sängerin
- Wagenmann, August (1863–1955), deutscher Augenarzt
- Wagenmann, Julius August (1823–1890), deutscher evangelischer Theologe und Professor in Göttingen
- Wagenmann, Karl (1867–1938), deutscher lutherischer Theologe
- Wagenmann, Karl (1888–1953), deutscher Metallurg
- Wagenmann, Karl (1905–1982), deutscher Kirchenverwaltungsjurist
- Wagenschein, Martin (1896–1988), deutscher Physiker und Fachdidaktiker
- Wagenschön, Franz Xaver (1726–1790), österreichischer Maler des Rokoko und Klassizismus
- Wagenseil, Alfred, deutscher Fußballspieler
- Wagenseil, Christian Jakob (1756–1839), deutscher Schriftsteller, Aufklärer und Publizist
- Wagenseil, Georg Christoph (1715–1777), österreichischer Komponist und Musikpädagoge
- Wagenseil, Georg Jakob (1773–1835), deutscher Theatermitbegründer
- Wagenseil, Johann Christoph (1633–1705), deutscher Polyhistor, Rechtsgelehrter und OrientalistJohann Christoph Wagenseil (1633–1705)

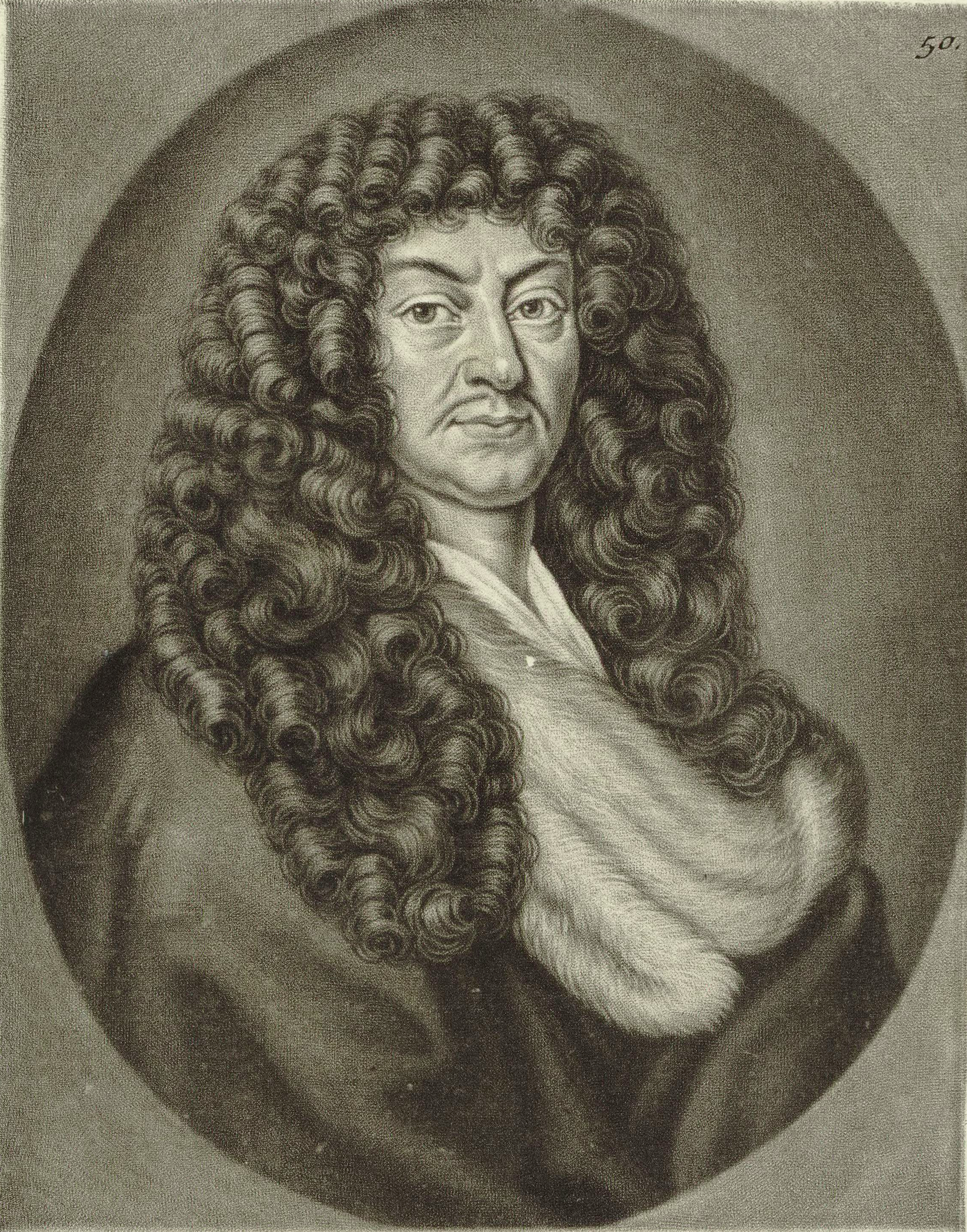
Johann Christoph Wagenseil (1633–1705)

- Wagenseil, Kurt (1904–1988), deutscher Übersetzer
- Wagensonner, Peter (* 1956), deutscher Bildhauer
- Wagensperg, Franz Anton Adolph von (1675–1723), Fürstbischof von Seckau, Fürstbischof von Chiemsee
- Wagenstein, Angel (1922–2023), bulgarischer Romancier, Drehbuchautor und Dokumentarfilmer
- Wagenthaler, Detlef (1948–2007), deutscher Karnevalist

### Wager
- Wäger, Alfred (1883–1956), deutscher General der Infanterie im Zweiten Weltkrieg
- Wager, Bebo (1905–1943), deutscher Widerstandskämpfer, Gründer einer Widerstandsgruppe gegen das NS-RegimeBebo Wager (1905–1943)

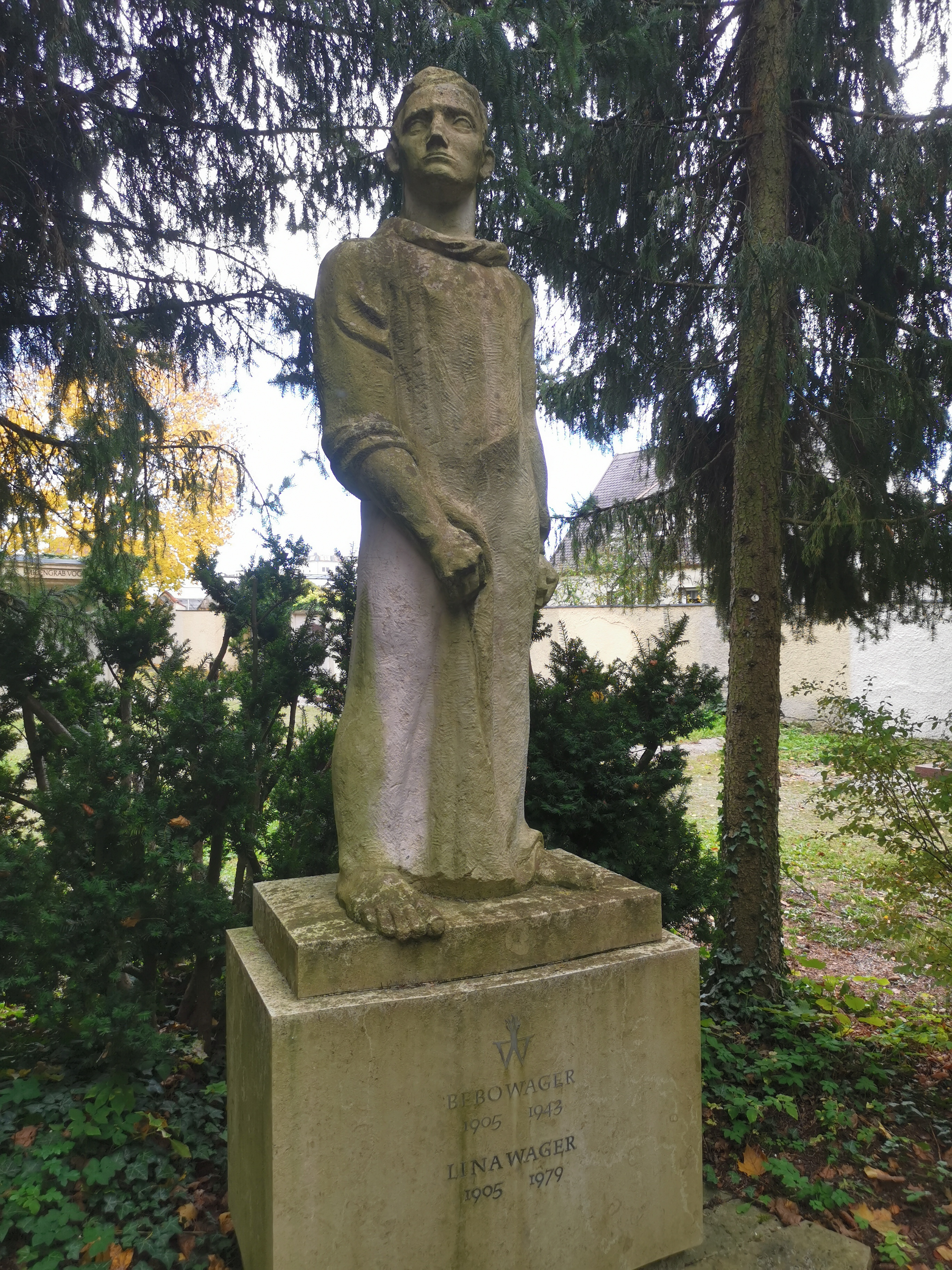
Bebo Wager (1905–1943)

- Wäger, Christoph (* 1965), deutscher Jurist, Richter am Bundesfinanzhof
- Wäger, Dirk (* 1959), deutscher Schauspieler, Synchron- und Hörspielsprecher
- Wager, Henrik (* 1969), britischer Rock-, Pop und Musical-Sänger
- Wäger, Hermann (1883–1942), deutscher Politiker (SPD), MdR
- Wäger, Irmtraut (1919–2014), deutsche Entwicklungshelferin und Menschenrechtlerin
- Wager, Lawrence Rickard (1904–1965), britischer Geologe, Bergsteiger und Polarforscher
- Wäger, Lorenz (* 1991), österreichischer Biathlet
- Wäger, Philipp (* 2000), deutscher Handballspieler
- Wäger, Roman (* 1963), Schweizer Eishockeyspieler
- Wäger, Rudolf (1941–2019), österreichischer Architekt
- Wager, Walter (1924–2004), US-amerikanischer Schriftsteller
- Wäger-Häusle, Elisabeth (1942–2019), österreichische Autorin

### Wages
- Wages, Jimmy († 1999), amerikanischer Rockabilly-Musiker
- Wages, Peter (1888–1938), deutscher Unternehmer und Politiker (Zentrum), MdR
- Wagesreiter, Markus (* 1982), österreichischer Handballspieler